# Зайлер, Тони
Антон Энгельберт Зайлер (нем. Anton Engelbert Sailer; 17 ноября 1935, Кицбюэль, Австрия — 24 августа 2009, Инсбрук, Австрия), более известный как Тони Зайлер (Toni Sailer) — австрийский горнолыжник, первый в истории Австрии трёхкратный олимпийский чемпион, абсолютный чемпион мира, семикратный чемпион мира среди мужчин.
Спортивное прозвище — «Чёрный Блиц из Кица» (нем. Der schwarze Blitz aus Kitz). «Блиц» в переводе с немецкого означает «молния», «вспышка». Чёрный — по цвету комбинезонов, в которых обычно выступал Зайлер.

## Биография

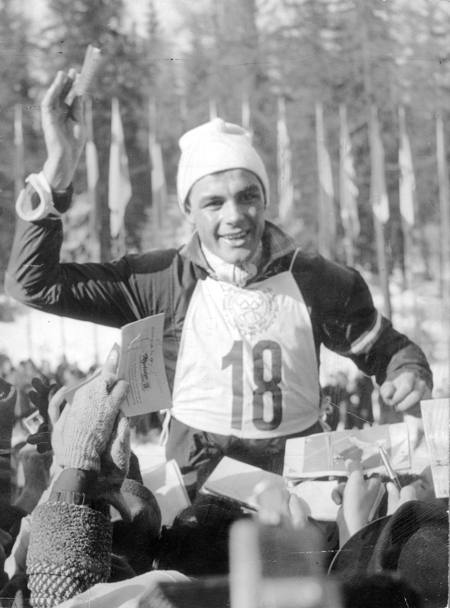
Зайлер после победы в гигантском слаломе на Олимпийских играх 1956 года

На Олимпийских играх 1956 в Кортине-д’Ампеццо 20-летний Тони Зайлер выиграл все 3 дисциплины с огромным преимуществом: в скоростном спуске он опередил швейцарца Раймона Феллая на 5,5 секунд, в гигантском слаломе — австрийца Андерля Мольтерера на 6,2 секунды, в слаломе — японца Тихару Игая на 4 секунды.
После того как Зайлер выиграл три золотые медали на Олимпиаде 1956 года, он подарил одну медаль своему отцу, одну медаль — матери, а одну оставил себе.
В 1956 году Зайлер завоевал титул чемпиона мира в скоростном спуске, слаломе, гигантском слаломе и комбинации, тем самым став вторым в истории горнолыжного спорта абсолютным чемпионом мира после Эмиля Алле, удостоившийся этого звания в 1937 году.
В 1958 году Зайлер повторил свой успех в скоростном спуске, гигантском слаломе и комбинации, став семикратным чемпионом мира.
После окончания спортивной карьеры в 1959 году (в 23-летнем возрасте) Зайлер снимался в художественных фильмах, большинство из которых были так или иначе связаны с горнолыжным спортом. Среди них пользовавшийся популярностью в Советском Союзе фильм «Двенадцать девушек и один мужчина» (1959), в главной роли Тони Зайлер.
За вклад в олимпийское движение Международный олимпийский комитет в 1985 году наградил Зайлера «Олимпийским орденом».
В 1999 году был признан в Австрии «лучшим спортсменом XX века».

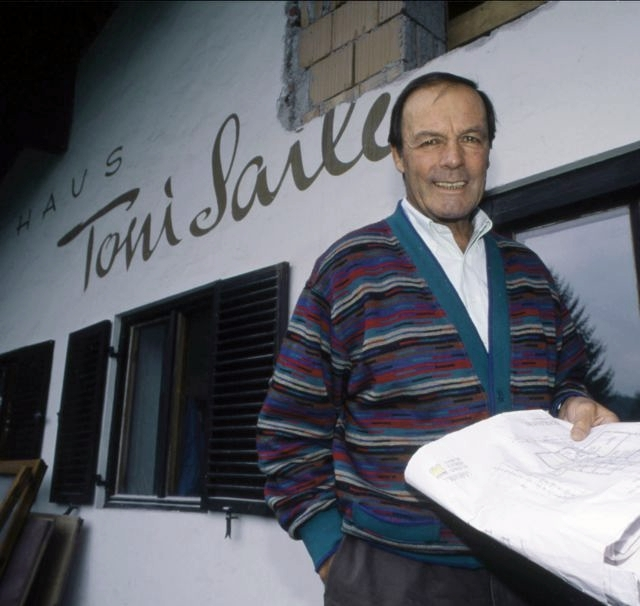
Зайлер в 1998 году

24 августа 2009 года Тони Зайлер скончался в Инсбруке после продолжительной болезни в возрасте 73 лет. Похоронен на городском кладбище Кицбюэля.